# 学歴の暴力
学歴の暴力（がくれきのぼうりょく）は、日本の4人組セルフプロデュース女性アイドルユニット。略称は「がくぼ」。全員が旧帝大卒のメンバーによって構成されている。
2021年に京大卒のえもりえも、東大卒のなつぴなつの2名によって結成され、メンバー変更を経て2023年に4人体制となる。

## 概要
メンバー全員が旧帝国大学卒業という高学歴なメンバーによるセルフプロデュースアイドルユニット。普段は社会人として働いているため、週末に活動をしている。楽曲の作詞はメンバーが担当しており、高学歴であることを活かした学歴ネタや、高学歴であるが故の苦悩が表現されているのが特徴。

## メンバー
| 名前       | 担当色             | 生月日  | 備考 |
| ---------- | ------------------ | ------- | --- |
| なつぴなつ | サクラサクピンク   | 9月26日 | - 愛知県出身。2021年結成メンバー。 - 南山高等学校・中学校女子部卒業後、現役で東京大学理科二類入学。東京大学工学部システム創成学科卒業。同大学大学院工学系研究科修士課程修了。 - マスコミ企業に就職後転職し、IT企業の企画職として勤務。東大を受験したのはアイドルになるためと語っている。 - 2023年10月16日に活動休止を発表。2024年1月20日に復帰。 |
| あずきあず | 蛍光ペンイエロー   | 3月21日 | - 静岡県出身。2022年5月加入。 - 名古屋大学情報文化学部卒業。同大学大学院情報学研究科博士前期課程修了。 - パンが好きすぎてパン屋に就職しバックオフィス業務に従事していた。その後転職し、製造業の社内SEとして勤務。 |
| あろえあろ | 赤本レッド         | 3月1日  | - 静岡県出身。2023年2月加入。 - 京都大学文学部卒業。 - 新卒では銀行に就職後転職し、人材系の企業で財務職として勤務。メンバーの中で唯一の学部卒。 |
| らむむらむ | ハスカップパープル | 6月28日 | - 2025年1月加入。 - 北海道大学農学部卒業。同大学大学院農学院修士課程修了。大手外資系シェアオフィス企業勤務。 |

### 旧メンバー
| 名前       | 担当色           | 生月日 | 備考 |
| ---------- | ---------------- | ------ | --- |
| えもりえも | 水色             | 4月3日 | - 岐阜県出身。2021年結成メンバー。2022年12月3日卒業。 - 一目惚れした男子を追いかけ岐阜県立岐阜高等学校・京都大学農学部を卒業。同大学大学院農学研究科修士課程修了。 - 学歴の暴力の結成メンバーであり発起人。働いている会社が副業禁止であったためライブの際のチェキは無料で行っていた。 - グループ卒業後は研究機関で植物の研究に従事。 |
| りりりかり | 青チャートブルー | 2月1日 | - 2023年2月加入。2024年10月31日卒業。 - 九州大学工学部卒業。同大学大学院人間環境学府修士課程修了。 - 住宅設備メーカーでマーケティング職として勤務。 |

## 特徴
ライブパフォーマンスの中で「学歴の暴力くらえ〜！」と言いながら「学歴ビーム」を放ち、ファンが倒れるという茶番がある。ただし、高学歴のファンが自身の学位記を盾にして学歴ビームを防ぐ場合もある。この茶番についてメンバーのえもりえもがTwitterで投稿したところ2023年7月12日時点で7.6万件を超えるいいねを集めて話題となった。また、ライブではMCの際に学歴をネタにしたショートコントを行っている。
また、学歴の暴力という名前から、単に高学歴を振りかざしているという意味での「学歴の暴力」であるという安易な勘違いをされがちだが、実際にはメンバー自身が高学歴な女性であるが故に受ける「学歴の暴力」をテーマにして活動をしている。

## 沿革

### 2020年
10月3日、京大卒のえもりえもが東大卒のなつぴなつに「学歴の暴力」というアイドルをやらないかと持ちかける。

### 2021年
6月、えもりえも、なつぴなつの2名で「学歴の暴力」を結成
。

### 2022年
5月、名古屋大卒のあずきあずが加入。
12月、えもりえもが卒業。学歴の暴力性が低下したとしてグループ名を「旧帝ハニー」と改名。

### 2023年
2月12日、京大卒のあろえあろ、九大卒のりりりかりが加入。京大卒のメンバーの加入により名称を「学歴の暴力」に戻す。
4月、東京大学大学院情報学環・学際情報学府教授でジェンダー研究やメディア文化論が専門の田中東子との対談記事が日刊サイゾーで公開される。
10月16日、なつぴなつが自身のTwitterにて活動休止を発表。

### 2024年
1月12日、アメトーークCLUBで配信された「地下アイドルサミット」の中で、クロちゃん（安田大サーカス）が学歴の暴力を紹介。
1月20日、なつぴなつが活動再開。
3月9日、初のアルバム「学歴の暴力」をリリース。
10月31日、りりりかりが卒業。

### 2025年
1月、北大卒のらむむらむが加入。
7月27日、9月に開催されるクロちゃん主催の大型フェス「クロフェス2025 6年目！クロフェスと結婚するしん！」にて愛知県代表として初選出が発表。

## 作品

### シングル
| #  | リリース日     | タイトル               | 作詞                               | 作曲     |
| -- | -------------- | ---------------------- | ---------------------------------- | -------- |
| 1  | 2021年7月6日   | 学歴の暴力             | なつぴなつ、えもりえも             | meuju    |
| 2  | 2022年3月16日  | 形なき暴力             | えもりえも                         | 平尾奏人 |
| 3  | 2022年6月4日   | Because you are you    | えもりえも、なつぴなつ             | 平尾奏人 |
| 4  | 2022年11月5日  | 令和大学合戦           | なつぴなつ、えもりえも、あずきあず | 平尾奏人 |
| 5  | 2023年2月25日  | 学歴の暴力 2023ver     | なつぴなつ、えもりえも             | トイドラ |
| 6  | 2023年5月13日  | ゆめうつつ             | あずきあず                         | Yo-SK    |
| 7  | 2023年7月15日  | ななついろ流星群       | あろえあろ                         | 平尾奏人 |
| 8  | 2023年12月26日 | 涙の答え合わせ         | あずきあず                         | トイドラ |
| 9  | 2024年4月6日   | 赤本フォーリン         | りりりかり                         | 平尾奏人 |
| 10 | 2024年6月22日  | 青を燃やす             | なつぴなつ                         | 平尾奏人 |
| 11 | 2024年9月21日  | 女が賢くてなぜいけない | なつぴなつ                         | 平尾奏人 |
| 12 | 2024年11月26日 | にゃんと嘘             | あずきあず                         | トイドラ |

### シングル以外
| # | アップロード日 | タイトル                       | 作詞                   | 作曲     |
| - | -------------- | ------------------------------ | ---------------------- | -------- |
| 1 | 2021年7月19日  | 今まで真面目に生きてきたけれど | なつぴなつ、えもりえも | meuju    |
| 2 | 2022年3月2日   | シロップ                       | なつぴなつ             | 平尾奏人 |

### ソロ曲
| # | アップロード日 | タイトル                     | 作詞       | 作曲               |
| - | -------------- | ---------------------------- | ---------- | ------------------ |
| 1 | 2021年3月19日  | ファイナルデスティネーション | えもりえも | ヴィーナス・シンコ |
| 2 | 2023年10月14日 | 焼きたての夢                 | あずきあず | トイドラ           |

## 出演
- ABEMA Prime：「アイドルやるのに高学歴は才能の無駄遣いなのか? 学歴の弊害を本人たちが語る」（2022年7月11日放送）[21][22]
- ラジオNIKKEI第1：「ラジオNIKKEI×ヤング日経 2023年振り返りクイズ！」（2023年12月30日[23]）